# Openbare wasplaats (Lauris)

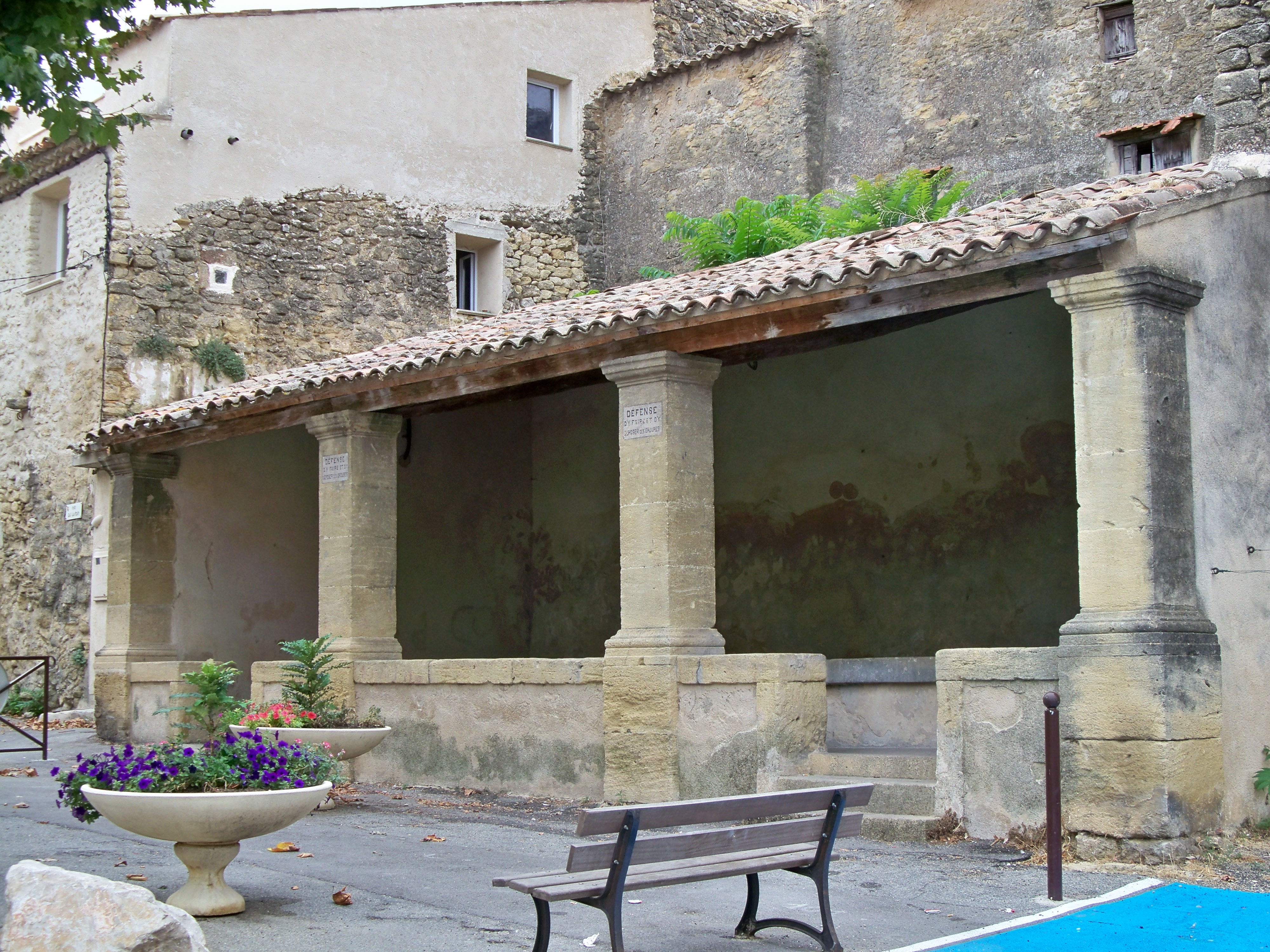
Lavoir van Lauris, Frankrijk

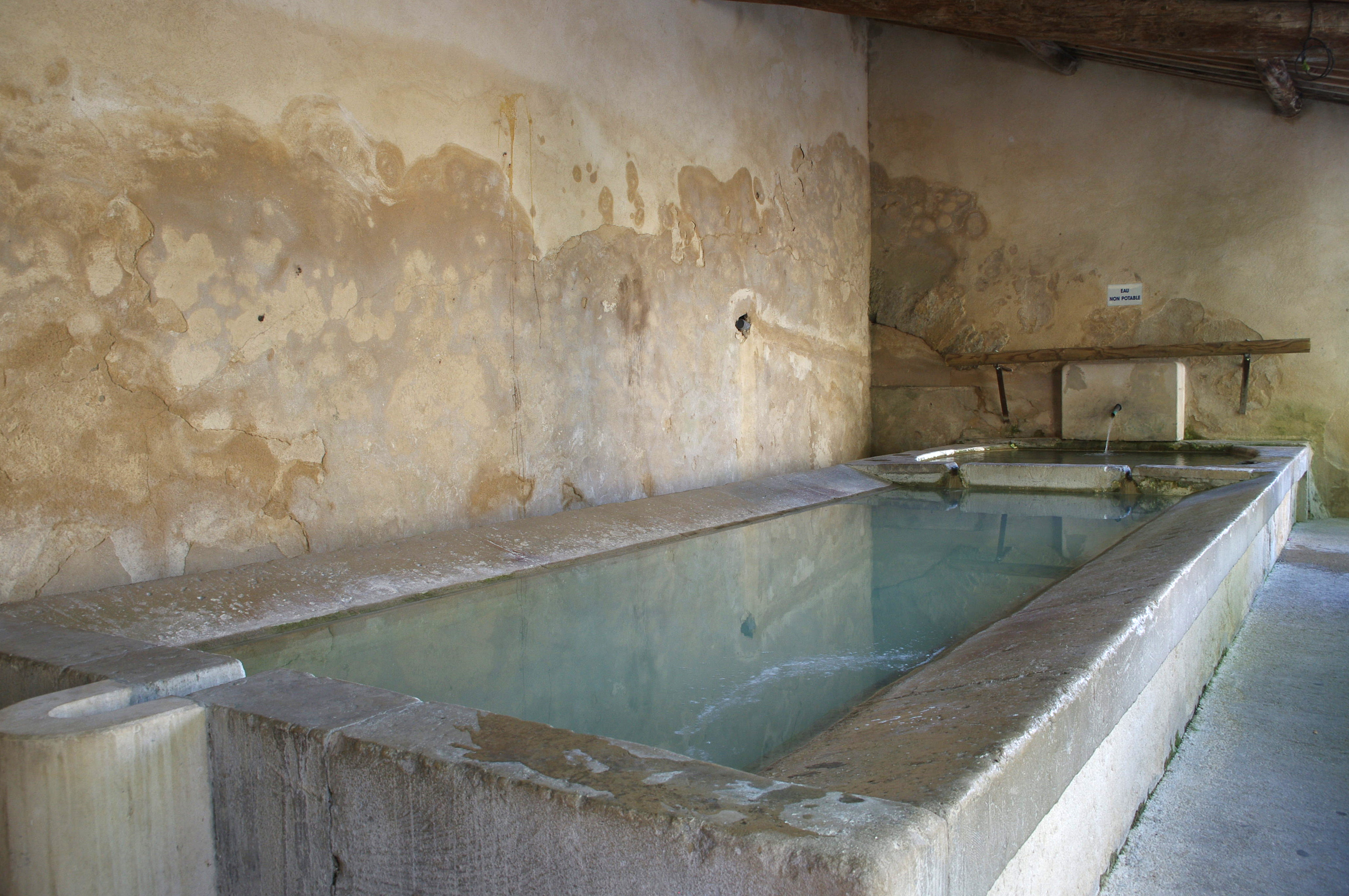
Bekkens van de lavoir

De openbare wasplaats of lavoir public (19e eeuw) in het dorp Lauris, in het Franse departement Vaucluse, bevindt zich in het centrum, aan de Rue sous les Campanes en de Place de l’Eglise. Door de wasplaats loopt een zijriviertje van de Durance, de rivier die ten zuiden van Lauris stroomt.

## Historiek
De bouw ervan paste in de politiek na de Franse Revolutie om de openbare hygiëne te verbeteren. In de 19e eeuw werd de overdekte wasplaats gebouwd op het voormalige kerkhof. Tijdens het ancien régime bevond zich immers op deze plek het kerkhof van de kerk Notre-Dame-de-Purification (18e-eeuws). Deze kerk staat vlak naast de openbare wasplaats. 
De openbare wasplaats was een ontmoetingsplaats van het dorp. Er zijn drie bassins: een om de was te spoelen, een licht aflopend bassin om de was te kloppen en een voor naspoeling en droging. In 1989 werd de wasplaats – ze was al niet meer in gebruik – erkend als monument historique van Frankrijk. De wasplaats maakt deel van het pittoreske aspect van het dorp, met haar oude huizen, slot en pleintjes met fonteinen, zoals bijvoorbeeld de Fontaine du Canard.

## Twee andere wasplaatsen
Het dorp Lauris telt nog twee andere openbare wasplaatsen dan deze die beschermd erfgoed zijn. De wasplaats aan de Rue de la Bonne Fontaine was destijds gereserveerd voor zieke dorpsbewoners. De derde wasplaats staat buiten het dorp.